# Maitena: estados alterados
Maitena: estados alterados es una serie producida por Cuatro Cabezas y dirigida por Eva Lesmes, emitida por La Sexta basada en las viñetas de los cómics de la famosa argentina Maitena Burundarena. Se estrenó el 27 de octubre de 2008 y se emitió de lunes a viernes a las 17:30 hasta entrado 2009, donde se pasó a emitir de lunes a viernes a las 8:50. Se ha emitido también en el segundo canal de La Sexta, La Sexta 2, de lunes a viernes a las 18:05. Se han emitido en La Sexta y La Sexta 2 la primera y la segunda temporadas. Existe una tercera temporada completa, con 65 episodios grabados y no emitidos. Hay diversas teorías sobre los motivos de la no emisión de la tercera temporada, pero la más extendida apunta el hecho de que su programación coincidió con las negociaciones para la fusión entre Grupo Antena 3 y la Gestora de Inversiones Audiovisuales La Sexta, que prefirió mantener esa tercera temporada como un activo en sus balances contables, antes que emitirla, por lo cual los seguidores de la serie aún están esperándola.

## Argumento
La serie basa su trama en torno a Julia, una prestigiosa abogada que ha sacrificado su vida personal para seguir formándose y ascender en el mundo laboral. Es la única mujer socia del bufete Durán y Asociados, donde trabaja junto a Diego (el hombre por el cual se siente atraída y un conquistador nato), Mariola (su íntima amiga y recién divorciada. Es madre de una hija, Zoe), Sabrina (su principal rival. Mujer que se sirve de su físico para lograr sus propósitos) y Villegas (uno de los socios veteranos. Machista, clasista y retrógrado) entre otros. 
El lugar de reunión de los socios y empleados del bufete es el bar Perdita, regentado por una pareja de gais, Ariel (un hombre romántico y apasionado de la cocina) y Max (un hombre aficionado al fútbol y al Heavy Metal. Es más pasional y menos atado emocionalmente que Ariel, aunque está profundamente enamorado de su novio y le es fiel). 
En el Bar Perdita se desarrollan la mayoría de encuentros amorosos de la serie, centrados especialmente en las citas a ciegas de los protagonistas.
Las únicas parejas con una relación estable en la serie son las de Ariel y Max y la de Raquel, hermana de Julia, y César, su marido.
Por otra parte y fuera del entorno del bufete, Julia vive sola en un apartamento junto al de Berta, una mujer insegura y recién llegada a la ciudad que ha visto en Julia un modelo a imitar. 
En su apartamento, Julia recibe habitualmente las visitas de su madre, Maria Alfonsa, una excéntrica viuda que se ha propuesto vivir la madurez a costa de sus dos hijas, Julia y Raquel. Raquel es totalmente opuesta a su hermana: mientras que Julia renunció a determinados aspectos de su vida personal por el trabajo para mantener su independencia, Raquel dejó su trabajo para dedicarse en cuerpo y alma al cuidado de sus recién nacidos gemelos y de su marido César, un experimentado piloto que pasa volando la mayor parte del tiempo, pero que siente auténtica devoción por su mujer.

## Reparto
Principales
- María Adánez es Julia.
- Cristina Fenollar es María Alfonsa.
- Lucía Quintana es Raquel.
- Xavi Lite es César.
- Elena Octavia es Mariola.
- Andrea Simonín es Zoe.
- Pepa Rus es Berta.
- Benito Sagredo es Diego.
- Miriam Benoit es Sabrina.
- Luis Fernando Alvés es José Villegas.
- José Martret es Ariel.
- Rubén Mascato es Max.
- Gracia Olayo es Emi.
- Loreto Fajardo es Daisy.
- Juanra Bonet es Xavi.
- Estíbaliz Gabilondo es Luna.
- Alberto Chaves es Kiko.

Secundarios
- Carmen Arche es Nicoletta.
- Lidia Navarro es Sara.
- Javier Ambrossi es Charly.

## Premios y nominaciones
Premios Shangay
| Año  | Categoría                 |               | Resultado |
| ---- | ------------------------- | ------------- | --------- |
| 2009 | Mejor serie de televisión |               | Nominada  |
| 2009 | Mejor actor               | José Martret  | Nominado  |
| 2009 | Mejor actor               | Rubén Mascato | Nominado  |